# Hoofdklasse (mannenhandbal) 2017/18
De hoofdklasse is de laagste afdeling van het Nederlandse handbal op landelijk niveau. De hoofdklasse bestaat uit vier (A, B, C en D) gelijkwaardige onafhankelijke groepen/competities elk bestaande uit 12 teams en een eigen kampioen. Het kan voorkomen, e.g. omdat teams zich terugtrekken, dat een competitie uit minder dan 12 teams bestaat.

## Opzet
- De vier kampioenen promoveren rechtstreeks naar de tweede divisie (mits er niet al een hogere ploeg van dezelfde vereniging in de tweede divisie speelt).
- De vier ploegen die als laatste (twaalfde) eindigen degraderen naar de regio eerste klasse.
- Daarnaast spelen de vier ploegen die als elfde zijn geëindigd onderling een halve competitie. De ploeg die hierbij als eerste eindigt, handhaaft zich in de hoofdklasse en de overige drie ploegen degraderen eveneens naar de regio eerste klasse.

Er promoveren dus 4 ploegen, en er degraderen 7 (gelijk aan het aantal eerste klassen) ploegen.
Daar de hoofdklasse met 11 in plaats van 12 ploegen is begonnen, hoefden er dit seizoen maar 6 ploegen te degraderen. Verder, door het terugtrekken van diverse ploegen op hoger niveau, konden er 3 extra teams promoveren (het mechanisme van doorschuiven om de "gaten" te vullen).

## Hoofdklasse A

### Teams
| Club                       | Plaats            | Provincie  | Hal                 |
| -------------------------- | ----------------- | ---------- | ------------------- |
| AHV Achilles               | Apeldoorn         | Gelderland | Matenpark           |
| Sani4all/Artemis '15 2     | Doetinchem        | Gelderland | Kon. Beatrixcentrum |
| Cometas 2                  | Leeuwarden        | Friesland  | Kalverdijkje 2      |
| Schuler Afbouwgroep/D.O.S. | Emmer-Compascuum  | Drenthe    | De Klabbe           |
| Erix                       | Lichtenvoorde     | Gelderland | Hamalandhal         |
| Huissen                    | Huissen           | Gelderland | de Brink            |
| H.V.C.                     | Barger-Compascuum | Drenthe    | De Klabbe           |
| Kwiek                      | Hollandscheveld   | Drenthe    | Valkenlaan          |
| Udi '96                    | Arnhem            | Gelderland | Kermisland          |
| UGHV                       | Ulft              | Gelderland | de IJsselweide      |
| Unitas 2                   | Rolde             | Drenthe    | de Boerhoorn        |

### Stand
| Pos | Team                       | Wed | W  | G | V  | Ptn | DV  | DT  | +/−  | Opmerking                                                |
| --- | -------------------------- | --- | -- | - | -- | --- | --- | --- | ---- | -------------------------------------------------------- |
| 1   | UGHV (K, P)                | 20  | 16 | 2 | 2  | 34  | 635 | 491 | +144 | Promoveert naar de Tweede divisie                        |
| 2   | Udi '96                    | 20  | 16 | 0 | 4  | 30  | 607 | 506 | +101 |                                                          |
| 3   | H.V.C.                     | 20  | 12 | 1 | 7  | 25  | 570 | 512 | +58  |                                                          |
| 4   | AHV Achilles               | 20  | 12 | 1 | 7  | 25  | 510 | 462 | +48  |                                                          |
| 5   | Huissen                    | 20  | 11 | 1 | 8  | 23  | 496 | 467 | +29  |                                                          |
| 6   | Schuler Afbouwgroep/D.O.S. | 20  | 10 | 1 | 9  | 21  | 508 | 499 | +9   |                                                          |
| 7   | Erix                       | 20  | 9  | 0 | 11 | 18  | 502 | 530 | −28  |                                                          |
| 8   | Kwiek                      | 20  | 8  | 2 | 10 | 18  | 493 | 537 | −44  |                                                          |
| 9   | Unitas 2                   | 20  | 5  | 0 | 15 | 8   | 500 | 567 | −67  |                                                          |
| 10  | Cometas 2                  | 20  | 4  | 0 | 16 | 8   | 463 | 572 | −109 |                                                          |
| 11  | Sani4all/Artemis '15 2 (R) | 20  | 3  | 0 | 17 | 6   | 439 | 580 | −141 | Nacompetitie voor degradatie naar de Regio Eerste Klasse |

1. ↑  Udi '96 heeft 2 punten in mindering gekregen.
2. ↑  Unitas 2 heeft 2 punten in mindering gekregen.
3. ↑  Sani4all/Artemis '15 2 heeft afgezien van deelname aan de nacompetitie en is daarmee automatisch gedegradeerd.

### Uitslagen
| Thuis \ Uit                | ACH   | ART   | COM   | DOS   | ERI   | HUI   | HVC   | KWK   | UDI   | UGH   | UNI   |
| -------------------------- | ----- | ----- | ----- | ----- | ----- | ----- | ----- | ----- | ----- | ----- | ----- |
| AHV Achilles               |       | 31–22 | 27–21 | 20–13 | 35–19 | 27–22 | 24–22 | 25–25 | 23–26 | 20–24 | 23–18 |
| Sani4all/Artemis '15 2     | 20–25 |       | 26–21 | 21–34 | 35–29 | 14–22 | 27–32 | 27–28 | 25–34 | 25–35 | 24–20 |
| Cometas 2                  | 21–37 | 27–21 |       | 23–15 | 24–27 | 15–21 | 25–27 | 26–25 | 20–25 | 23–33 | 29–26 |
| Schuler Afbouwgroep/D.O.S. | 31–26 | 28–18 | 36–24 |       | 25–19 | 26–20 | 18–23 | 30–20 | 30–36 | 30–30 | 29–19 |
| Erix                       | 22–29 | 24–17 | 27–24 | 27–23 |       | 27–23 | 27–24 | 26–29 | 22–31 | 29–36 | 25–14 |
| Huissen                    | 19–17 | 26–15 | 30–23 | 34–22 | 24–22 |       | 28–24 | 29–20 | 30–22 | 26–37 | 32–25 |
| H.V.C.                     | 40–28 | 30–19 | 32–19 | 26–28 | 27–26 | 26–23 |       | 33–22 | 31–26 | 30–36 | 35–29 |
| Kwiek                      | 23–20 | 29–23 | 24–21 | 28–15 | 25–28 | 18–18 | 29–28 |       | 16–24 | 25–31 | 32–22 |
| Udi '96                    | 21–22 | 39–19 | 39–32 | 29–23 | 35–26 | 27–25 | 34–29 | 40–26 |       | 29–27 | 28–24 |
| UGHV                       | 34–18 | 38–18 | 40–23 | 29–23 | 24–29 | 26–20 | 22–22 | 37–22 | 29–27 |       | 32–25 |
| Unitas 2                   | 19–33 | 28–23 | 34–22 | 27–29 | 26–21 | 34–24 | 22–29 | 34–27 | 27–35 | 27–35 |       |

## Hoofdklasse B

### Teams
| Club                     | Plaats            | Provincie     | Hal              |
| ------------------------ | ----------------- | ------------- | ---------------- |
| Apollo                   | Son               | Noord-Brabant | de Landing       |
| Bevo HC 3                | Panningen         | Limburg       | de Heuf          |
| Smezo/BFC 2              | Beek              | Limburg       | de Haamen        |
| Blerick                  | Venlo             | Limburg       | Egerbos          |
| Dongen                   | Dongen            | Noord-Brabant | De Salamander    |
| HMS/Achilles             | Utrecht           | Utrecht       | Sporthal Zuilen  |
| Cabooter/HandbaL Venlo 2 | Venlo             | Limburg       | Craneveld        |
| NOAV                     | Susteren          | Limburg       | Reinoudhal       |
| Vlug en Lenig 2          | Geleen            | Limburg       | Glanerbrook      |
| West-Brabant Combinatie  | Etten-Leur        | Noord-Brabant | De Lage Banken   |
| Wittenhorst              | Horst             | Limburg       | de Berkel        |
| Zwart-Wit                | Oirsbeek-Schinnen | Limburg       | de Oirsprong MFC |

### Stand
| Pos | Team                     | Wed | W  | G | V  | Ptn | DV  | DT  | +/−  | Opmerking                                                |
| --- | ------------------------ | --- | -- | - | -- | --- | --- | --- | ---- | -------------------------------------------------------- |
| 1   | Apollo (K, P)            | 22  | 16 | 2 | 4  | 34  | 693 | 563 | +130 | Promoveert naar de Tweede divisie                        |
| 2   | Bevo HC 3                | 22  | 16 | 1 | 5  | 33  | 637 | 511 | +126 |                                                          |
| 3   | Dongen                   | 22  | 15 | 2 | 5  | 32  | 604 | 561 | +43  |                                                          |
| 4   | Zwart-Wit                | 22  | 14 | 3 | 5  | 31  | 555 | 488 | +67  |                                                          |
| 5   | Cabooter/HandbaL Venlo 2 | 22  | 16 | 0 | 6  | 30  | 644 | 529 | +115 |                                                          |
| 6   | SMEZO/BFC 2              | 22  | 12 | 2 | 8  | 26  | 486 | 479 | +7   |                                                          |
| 7   | Blerick                  | 22  | 7  | 2 | 13 | 16  | 432 | 477 | −45  |                                                          |
| 8   | West-Brabant Combinatie  | 22  | 7  | 2 | 13 | 16  | 487 | 535 | −48  |                                                          |
| 9   | NOAV                     | 22  | 6  | 2 | 14 | 14  | 560 | 625 | −65  |                                                          |
| 10  | HMS/Achilles             | 22  | 5  | 1 | 16 | 11  | 505 | 573 | −68  |                                                          |
| 11  | Wittenhorst (R)          | 22  | 5  | 1 | 16 | 11  | 463 | 551 | −88  | Nacompetitie voor degradatie naar de Regio Eerste Klasse |
| 12  | Vlug en Lenig 2 (R)      | 22  | 4  | 0 | 18 | 8   | 476 | 650 | −174 | Degradeert naar de Regio Eerste Klasse                   |

1. ↑  Cabooter/HandbaL Venlo 2 heeft 2 punten in mindering gekregen.

### Uitslagen
| Thuis \ Uit              | APO   | BEV   | BFC   | BLE   | DNG   | HMS   | NOA   | VEN   | V&L   | WBC   | WIT   | ZWW   |
| ------------------------ | ----- | ----- | ----- | ----- | ----- | ----- | ----- | ----- | ----- | ----- | ----- | ----- |
| Apollo                   |       | 31–20 | 34–27 | 24–18 | 41–39 | 34–29 | 43–21 | 30–32 | 40–13 | 39–23 | 33–24 | 38–31 |
| Bevo HC 3                | 33–28 |       | 22–22 | 24–18 | 38–17 | 34–22 | 26–33 | 30–29 | 35–23 | 27–16 | 33–21 | 32–24 |
| SMEZO/BFC 2              | 23–25 | 20–28 |       | 17–16 | 22–22 | 23–22 | 24–21 | 16–19 | 24–16 | 26–21 | 23–17 | 21–17 |
| Blerick                  | 16–16 | 18–21 | 18–21 |       | 19–24 | 20–19 | 25–22 | 19–28 | 27–18 | 16–13 | 21–25 | 18–12 |
| Dongen                   | 33–30 | 34–28 | 23–20 | 23–20 |       | 37–22 | 27–19 | 22–31 | 32–18 | 36–23 | 33–31 | 23–23 |
| HMS/Achilles             | 20–29 | 25–37 | 21–25 | 27–17 | 25–28 |       | 32–26 | 23–27 | 30–11 | 15–23 | 12–20 | 23–29 |
| NOAV                     | 29–35 | 31–29 | 20–22 | 27–27 | 25–38 | 24–28 |       | 27–36 | 32–21 | 31–29 | 30–23 | 20–21 |
| Cabooter/HandbaL Venlo 2 | 24–30 | 23–29 | 29–31 | 29–18 | 33–20 | 32–15 | 35–31 |       | 38–23 | 36–20 | 26–18 | 33–21 |
| Vlug en Lenig 2          | 28–43 | 17–32 | 22–23 | 24–26 | 24–27 | 27–26 | 31–21 | 31–33 |       | 21–20 | 32–19 | 25–35 |
| West-Brabant Combinatie  | 31–20 | 17–27 | 22–19 | 25–14 | 18–19 | 31–26 | 22–22 | 28–29 | 22–18 |       | 25–23 | 20–30 |
| Wittenhorst              | 23–24 | 14–27 | 27–24 | 18–22 | 20–26 | 17–21 | 19–26 | 22–21 | 30–19 | 19–19 |       | 16–22 |
| Zwart-Wit                | 26–26 | 28–25 | 17–13 | 20–19 | 31–21 | 22–22 | 32–22 | 25–21 | 35–14 | 22–19 | 32–17 |       |

## Hoofdklasse C

### Teams
| Club                | Plaats                 | Provincie    | Hal                  |
| ------------------- | ---------------------- | ------------ | -------------------- |
| Celeritas           | Bunnik                 | Utrecht      | De Tol               |
| Delta Sport/E.M.M.  | Zierikzee - Middelburg | Zeeland      | Laco Duiveland       |
| Eemland 2           | Amersfoort             | Utrecht      | Nieuwland            |
| Helius              | Hellevoetsluis         | Zuid-Holland | De Fazant            |
| Hercules 2          | Den Haag               | Zuid-Holland | Boswijk              |
| HVOS                | Spijkenisse            | Zuid-Holland | Olympia              |
| Leidsche Rijn       | Vleuten                | Utrecht      | Europahal            |
| Oliveo 2            | Pijnacker              | Zuid-Holland | Het Nest             |
| S.V. ORION Z/G.S.C. | Heinkenszand           | Zeeland      | Omnium               |
| Saturnus '72        | Ridderkerk             | Zuid-Holland | Reijerhal            |
| SOS-Kwieksport      | Den Haag               | Zuid-Holland | Sporthal Zuidhaghe   |
| WPK/Westlandia      | Naaldwijk              | Zuid-Holland | Sportcentrum De Pijl |

### Stand
| Pos | Team                   | Wed | W  | G | V  | Ptn | DV  | DT  | +/−  | Opmerking                                                |
| --- | ---------------------- | --- | -- | - | -- | --- | --- | --- | ---- | -------------------------------------------------------- |
| 1   | WPK/Westlandia (K, P)  | 22  | 18 | 1 | 3  | 37  | 696 | 528 | +168 | Promoveert naar de Tweede divisie                        |
| 2   | Helius (P)             | 22  | 16 | 3 | 3  | 35  | 600 | 451 | +149 |                                                          |
| 3   | Delta Sport/E.M.M. (P) | 22  | 17 | 1 | 4  | 35  | 634 | 496 | +138 |                                                          |
| 4   | Leidsche Rijn          | 22  | 15 | 1 | 6  | 31  | 533 | 496 | +37  |                                                          |
| 5   | Celeritas              | 22  | 11 | 1 | 10 | 23  | 541 | 532 | +9   |                                                          |
| 6   | HVOS                   | 22  | 10 | 2 | 10 | 22  | 560 | 567 | −7   |                                                          |
| 7   | SOS-Kwieksport         | 22  | 9  | 3 | 10 | 21  | 564 | 542 | +22  |                                                          |
| 8   | Saturnus '72           | 22  | 10 | 0 | 12 | 20  | 648 | 660 | −12  |                                                          |
| 9   | ORION Z/G.S.C.         | 22  | 7  | 5 | 10 | 19  | 591 | 562 | +29  |                                                          |
| 10  | Hercules 2             | 22  | 5  | 0 | 17 | 10  | 500 | 658 | −158 |                                                          |
| 11  | Eemland 2 (R)          | 22  | 3  | 0 | 19 | 6   | 517 | 683 | −166 | Nacompetitie voor degradatie naar de Regio Eerste Klasse |
| 12  | Oliveo 2 (R)           | 22  | 2  | 1 | 19 | 3   | 452 | 661 | −209 | Degradeert naar de Regio Eerste Klasse                   |

1. ↑  Oliveo 2 heeft 2 punten in mindering gekregen.

### Uitslagen
| Thuis \ Uit        | CEL   | DEL   | EEM   | HLS   | HER   | HVO   | LEI   | OLI   | ORI   | SAT   | SOS   | WLA   |
| ------------------ | ----- | ----- | ----- | ----- | ----- | ----- | ----- | ----- | ----- | ----- | ----- | ----- |
| Celeritas          |       | 13–28 | 33–23 | 25–24 | 31–16 | 25–20 | 20–17 | 26–20 | 28–25 | 31–26 | 23–21 | 29–31 |
| Delta Sport/E.M.M. | 21–18 |       | 43–24 | 22–29 | 37–18 | 29–20 | 36–31 | 33–19 | 26–25 | 36–28 | 29–21 | 19–20 |
| Eemland 2          | 21–35 | 23–25 |       | 23–34 | 20–25 | 25–29 | 23–21 | 30–29 | 26–29 | 22–26 | 27–32 | 19–32 |
| Helius             | 24–13 | 18–18 | 32–21 |       | 27–13 | 29–23 | 13–14 | 43–16 | 23–23 | 30–17 | 23–18 | 23–20 |
| Hercules 2         | 26–24 | 17–37 | 33–26 | 21–37 |       | 22–26 | 27–30 | 23–28 | 21–20 | 32–35 | 20–34 | 30–36 |
| HVOS               | 32–24 | 22–32 | 34–24 | 19–26 | 32–25 |       | 26–26 | 35–19 | 27–22 | 29–23 | 28–24 | 23–32 |
| Leidsche Rijn      | 25–17 | 26–24 | 28–22 | 22–16 | 28–22 | 20–14 |       | 25–18 | 26–21 | 30–25 | 25–19 | 19–18 |
| Oliveo 2           | 15–25 | 21–26 | 19–24 | 20–23 | 20–27 | 23–23 | 24–18 |       | 16–34 | 26–35 | 16–31 | 23–36 |
| ORION Z/G.S.C.     | 28–28 | 24–29 | 35–22 | 23–33 | 24–22 | 25–28 | 30–22 | 36–14 |       | 31–24 | 23–23 | 29–33 |
| Saturnus '72       | 30–28 | 25–35 | 36–25 | 28–34 | 35–21 | 31–25 | 29–30 | 41–27 | 36–29 |       | 26–24 | 35–48 |
| SOS-Kwieksport     | 23–18 | 24–27 | 29–27 | 23–23 | 31–22 | 27–22 | 27–28 | 25–18 | 31–31 | 36–31 |       | 24–28 |
| WPK/Westlandia     | 36–27 | 30–22 | 44–20 | 29–36 | 40–17 | 34–23 | 25–22 | 42–21 | 24–24 | 31–26 | 27–17 |       |

## Hoofdklasse D

### Teams
| Club               | Plaats        | Provincie     | Hal              |
| ------------------ | ------------- | ------------- | ---------------- |
| AHC '31            | Amsterdam     | Noord-Holland | Sporthallen Zuid |
| DEF-Fire/Aristos 2 | Amsterdam     | Noord-Holland | Aristoshal       |
| De Blinkert        | Haarlem       | Noord-Holland | R.v.d.Geesthal   |
| Havas 2            | Almere        | Flevoland     | Indische Buurt   |
| Hercules 3         | Den Haag      | Zuid-Holland  | Boswijk          |
| Tonegido           | Anna Paulowna | Noord-Holland | de Wieringen     |
| Vido               | Purmerend     | Noord-Holland | de Beuk          |
| KRAS/Volendam 3    | Volendam      | Noord-Holland | Opperdam         |
| Vrone              | Sint Pancras  | Noord-Holland | de Oostwal       |
| Commandeur/VVW     | Wervershoof   | Noord-Holland | de Dars          |
| Maedilon/VZV       | 't Veld       | Noord-Holland | 't Zijveld       |
| Zaanstreek         | Zaandam       | Noord-Holland | de Tref          |

### Stand
| Pos | Team               | Wed | W  | G | V  | Ptn | DV  | DT  | +/− | Opmerking                                                |
| --- | ------------------ | --- | -- | - | -- | --- | --- | --- | --- | -------------------------------------------------------- |
| 1   | Vido (K)           | 22  | 16 | 1 | 5  | 33  | 595 | 532 | +63 | Promoveert naar de Tweede divisie                        |
| 2   | Tonegido (P)       | 22  | 16 | 0 | 6  | 32  | 599 | 525 | +74 |                                                          |
| 3   | AHC '31            | 22  | 13 | 1 | 8  | 27  | 601 | 560 | +41 |                                                          |
| 4   | Hercules 3         | 22  | 11 | 3 | 8  | 25  | 579 | 569 | +10 |                                                          |
| 5   | De Blinkert        | 22  | 12 | 0 | 10 | 24  | 541 | 548 | −7  |                                                          |
| 6   | Commandeur/VVW     | 22  | 10 | 3 | 9  | 23  | 530 | 520 | +10 |                                                          |
| 7   | KRAS/Volendam 3    | 22  | 11 | 0 | 11 | 22  | 604 | 568 | +36 |                                                          |
| 8   | Zaanstreek         | 22  | 9  | 1 | 12 | 19  | 587 | 636 | −49 |                                                          |
| 9   | Vrone              | 22  | 8  | 2 | 12 | 18  | 581 | 612 | −31 |                                                          |
| 10  | Havas 2            | 22  | 7  | 2 | 13 | 16  | 542 | 593 | −51 |                                                          |
| 11  | DEF-Fire/Aristos 2 | 22  | 7  | 2 | 13 | 14  | 551 | 591 | −40 | Nacompetitie voor degradatie naar de Regio Eerste Klasse |
| 12  | Maedilon/VZV (R)   | 22  | 4  | 1 | 17 | 9   | 570 | 626 | −56 | Degradeert naar de Regio Eerste Klasse                   |

1. ↑  DEF-Fire/Aristos 2 heeft 2 punten in mindering gekregen.

### Uitslagen
| Thuis \ Uit        | AHC   | ARI   | BLI   | HAV   | HER   | TNG   | VID   | VOL   | VRO   | VVW   | VZV   | ZAA   |
| ------------------ | ----- | ----- | ----- | ----- | ----- | ----- | ----- | ----- | ----- | ----- | ----- | ----- |
| AHC '31            |       | 30–21 | 25–23 | 32–23 | 21–19 | 24–25 | 24–23 | 30–32 | 30–26 | 23–21 | 34–27 | 28–31 |
| DEF-Fire/Aristos 2 | 22–27 |       | 26–20 | 31–28 | 26–29 | 23–22 | 25–21 | 26–23 | 28–40 | 22–20 | 25–29 | 28–14 |
| De Blinkert        | 22–21 | 27–23 |       | 34–27 | 26–24 | 27–22 | 19–22 | 20–24 | 26–22 | 22–17 | 27–23 | 33–27 |
| Havas 2            | 31–29 | 29–29 | 24–26 |       | 28–24 | 20–25 | 21–21 | 23–20 | 27–18 | 17–26 | 28–25 | 27–26 |
| Hercules 3         | 25–18 | 27–26 | 21–25 | 30–25 |       | 34–30 | 35–27 | 25–17 | 31–28 | 24–24 | 30–27 | 27–21 |
| Tonegido           | 33–29 | 29–23 | 36–19 | 31–15 | 27–25 |       | 23–26 | 24–22 | 32–17 | 29–23 | 30–24 | 27–29 |
| Vido               | 29–26 | 27–23 | 31–24 | 31–25 | 30–23 | 18–21 |       | 30–26 | 31–22 | 28–20 | 30–28 | 29–19 |
| KRAS/Volendam 3    | 28–31 | 29–28 | 34–24 | 24–19 | 33–19 | 28–29 | 29–35 |       | 36–23 | 29–20 | 26–28 | 35–27 |
| Vrone              | 23–27 | 26–26 | 27–24 | 20–22 | 28–24 | 23–25 | 30–23 | 37–31 |       | 31–26 | 32–32 | 30–27 |
| Commandeur/VVW     | 26–26 | 32–15 | 26–22 | 32–29 | 25–25 | 23–26 | 17–23 | 22–20 | 26–23 |       | 24–22 | 23–17 |
| Maedilon/VZV       | 22–28 | 30–28 | 23–29 | 30–28 | 27–28 | 13–20 | 28–34 | 21–26 | 28–29 | 24–27 |       | 29–30 |
| Zaanstreek         | 28–38 | 32–27 | 23–22 | 29–26 | 30–30 | 40–33 | 24–26 | 27–32 | 30–26 | 23–30 | 33–30 |       |

## Extra promoties

### Fase 1
Doordat Cabooter/HandbaL Venlo aan het einde van het seizoen kenbaar maakte voor het volgend seizoen (2018/19) af te zien van verdere deelname aan de eredivisie kon, via een herhaald doorschuifsysteem, er 1 extra ploeg naar de tweede divisie 2018/19 promoveren. Voor deze promotieplek kwamen de vier ploegen, die in elk der hoofdklassen tweede zijn geworden, in aanmerking. Udi '96 en Bevo HC 3 hebben afgezien van deze mogelijkheid zodat alleen Helius en Tonegido overbleven. Beide ploegen speelden, op neutraal terrein (de Bloemhof te Aalsmeer), onderling een promotiewedstrijd.
|  | Helius | 24 – 26 | Tonegido |  |
|  |        |         |          |  |
|  |        |         |          |  |

### Fase 2
In een latere fase hebben nog twee ploegen zich teruggetrokken. Het gepromoveerde Vido en het in de tweede divisie uitkomende Swift Helmond. Hierdoor konden nog 2 extra ploegen promoveren. Dit was de verliezer van de promotiewedstrijd; Helius. Voor de resterende plek kwamen de vier ploegen, die in elk der hoofdklassen derde zijn geworden, in aanmerking. AHC '31 heeft afgezien van deze mogelijkheid. De drie overgebleven ploegen spelen, op één dag op neutraal terrein (The Dome te Houten), onderling een halve competitie. De ploeg die als hoogste eindigt, promoveert naar de tweede divisie 2017/18.

#### Teams
| Positie | Team               | Opmerking     |
| ------- | ------------------ | ------------- |
| No. 3   | H.V.C.             | Hoofdklasse A |
| No. 3   | Dongen             | Hoofdklasse B |
| No. 3   | Delta Sport/E.M.M. | Hoofdklasse C |

#### Stand
| Pos | Team               | Wed | W | G | V | Ptn | DV | DT | +/− | Opmerking                         |
| --- | ------------------ | --- | - | - | - | --- | -- | -- | --- | --------------------------------- |
| 1   | Delta Sport/E.M.M. | 2   | 2 | 0 | 0 | 4   | 66 | 40 | +26 | Promoveert naar de Tweede divisie |
| 2   | H.V.C.             | 2   | 1 | 0 | 1 | 2   | 49 | 47 | +2  |                                   |
| 3   | Dongen             | 2   | 0 | 0 | 2 | 0   | 40 | 68 | −28 |                                   |

#### Uitslagen
| Thuis \ Uit        | DEL   | DNG   | HVC   |
| ------------------ | ----- | ----- | ----- |
| Delta Sport/E.M.M. |       | 37–22 |       |
| Dongen             |       |       | 18–31 |
| H.V.C.             | 18–29 |       |       |

## Nacompetitie voor handhaving/degradatie
De 4 nummers 11 van de afzonderlijke groepen/competities spelen, op één dag op neutraal terrein (The Dome te Houten), onderling een halve competitie van ingekorte wedstrijden (2x 20 minuten). De ploeg die als hoogste eindigt, handhaaft zich in de hoofdklasse. De overige 3 ploegen degraderen naar de regio eerste klasse.
Sani4all/Artemis '15 2, de nummer 11 van de hoofdklasse A, heeft afgezien van deelname aan de nacompetitie en is daarmee automatisch gedegradeerd. Derhalve bleven er maar 3 ploegen over die de strijd aangingen.

### Teams
| Positie | Team               | Opmerking     |
| ------- | ------------------ | ------------- |
| No. 11  | Wittenhorst        | Hoofdklasse B |
| No. 11  | Eemland 2          | Hoofdklasse C |
| No. 11  | DEF-Fire/Aristos 2 | Hoofdklasse D |

### Stand
| Pos | Team               | Wed | W | G | V | Ptn | DV | DT | +/− | Opmerking                              |
| --- | ------------------ | --- | - | - | - | --- | -- | -- | --- | -------------------------------------- |
| 1   | DEF-Fire/Aristos 2 | 2   | 2 | 0 | 0 | 4   | 42 | 23 | +19 | Gehandhaafd in de Hoofdklasse          |
| 2   | Eemland 2 (R)      | 2   | 1 | 0 | 1 | 2   | 31 | 36 | −5  | Degraderen naar de Regio Eerste Klasse |
| 3   | Wittenhorst (R)    | 2   | 0 | 0 | 2 | 0   | 27 | 41 | −14 | Degraderen naar de Regio Eerste Klasse |

### Uitslagen
| Thuis \ Uit        | ARI   | EEM | WIT   |
| ------------------ | ----- | --- | ----- |
| DEF-Fire/Aristos 2 |       |     |       |
| Eemland 2          | 13–19 |     | 18–17 |
| Wittenhorst        | 10–23 |     |       |